# 후스토 비야르
후스토 비야르(스페인어: Justo Wilmar Villar Viveros, 1977년 6월 30일~)는 파라과이의 전 축구 선수이다. 포지션은 골키퍼이며 과거 2008년~2011년 스페인 프리메라리가의 레알 바야돌리드에서 뛴적이 있으며 현 소속팀은 칠레 리그의 콜로콜로다. 2010년 FIFA 월드컵과 2011년 코파 아메리카에서 파라과이 축구 국가대표팀의 주전 골키퍼로 활약을 하였고 월드컵 8강 진출과 코파 아메리카 준우승에 큰 기여를 하였다.

## 국가대표팀 경력
- 1999년 코파 아메리카 국가대표
- 2001년 코파 아메리카 국가대표
- 2002년 FIFA 월드컵 국가대표
- 2004년 코파 아메리카 국가대표
- 2006년 FIFA 월드컵 국가대표
- 2007년 코파 아메리카 국가대표
- 2010년 FIFA 월드컵 국가대표
- 2011년 코파 아메리카 국가대표

## 같이 보기
- A매치 100경기 이상 출전한 축구 선수 명단